# سالي أوسبورن
سالي أوسبورن (بالإنجليزية: Sally Osborne)‏ هي ممثلة بريطانية، ولدت في 19 سبتمبر 1952.

## وصلات خارجية
- سالي أوسبورن على موقع IMDb (الإنجليزية)
- سالي أوسبورن على موقع قاعدة بيانات الفيلم (الإنجليزية)